# Spincterules
Spincterules, en ocasiones erróneamente denominado Spincterulus, es un género de foraminífero bentónico de la subfamilia Lenticulininae, de la familia Vaginulinidae, de la superfamilia Nodosarioidea, del suborden Lagenina y del orden Lagenida. Su especie tipo es Nautilus costatus. Su rango cronoestratigráfico abarca el Holoceno.

## Clasificación
Spincterules incluye a las siguientes especies:
- Spincterules compressus
- Spincterules costatus
- Spincterules multicostatus

Otra especie considerada en Spincterules es:
- Spincterules analglyptus, aceptado como Lenticulina analglypta